# Walnut Grove (hrabstwo Hardin)
Walnut Grove – jednostka osadnicza w Stanach Zjednoczonych, w stanie Tennessee, w hrabstwie Hardin.